# Spinaethorax
Spinaethorax (лат.) — род коллембол из семейства Neelidae. Известны 3 пещерных вида: Вьетнам и Мексика.

## Этимология
Родовое название (spinae+thorax) связано с шиповидными волосками на груди и брюшке.

## Описание
Размер тела около 0,6 мм. Цвет белый. Глаза всегда отсутствуют, усики короче диагонали головы. Антенномеры III и IV слиты вместе. Тело шаровидной формы. Проксимальная и дистальная части денса не разделены, без членистого отростка; 1+1 неосминтуроидные хеты.
От близких родов отличается сочетанием следующих признаков. Цвет белый. Грануляция покровов мелкая и равномерная. Вершина головы с мечевидными шипами, тело с несколькими такими шипами, в основном вокруг сенсорных полей. Антенномеры III и IV слиты, а Антенномеры III с маленькой шаровидной сенсиллой в проксимальном положении. Передние лабральные волоски R1 и R2 толстые, изогнутые и гладкие. Оральная складка с 1+1 мечевидными макросетами. Базомедиальное поле лабиума снабжено 6+6 волосками. Тело с 12+12 τ-хетами. Наличие 3 волосков вокруг абдоминальных сенсорных полей, на дистальных частях денса (dd) нет шипиков/волосков E3. Середина брюшка с вздутыми сенсиллами s3 и s3´. Основание абдоминального IV стернита с 1+1 неосминтуроидными волосками, гладкое и с заостренным кончиком. Тенакулум (зацепка) с 3+3 зубцами.

## Систематика
Известно 3 вида, два первых из которых были первоначально описаны в составе рода Megalothorax.
Spinaethorax, вероятно, тесно связан с родом Neelus Folsom, 1896. Вероятно, что Spinaethorax ограничивается пещерами, но его присутствие во Вьетнаме указывает на то, что этот род имеет гораздо более широкое распространение, чем признавалось ранее.
- Spinaethorax adamantis  C.Schneider & L.Deharveng, 2017 — Вьетнам[3]
- Spinaethorax spinotricosus (Palacios-Vargas & Sánchez, 1999) — Мексика[6]
- Spinaethorax tonoius  (Palacios-Vargas & Sánchez, 1999) — Мексика